# 特里哈特
特里哈特是烏克蘭的村落，位於該國南部尼古拉耶夫州，由尼古拉耶夫區負責管轄，面積41.4平方公里，海拔高度15米，2001年人口1,110，人口密度每平方公里26.8人。